# The Seafood Bar
The Seafood Bar is een familiebedrijf en restaurantketen gespecialiseerd in zeevruchten, gevestigd in Nederland. Het werd opgericht in 2012.

## Geschiedenis
The Seafood Bar werd opgericht door Fons de Visscher, een visboer met 27 jaar ervaring in Helmond. Het eerste restaurant opende aan de Van Baerlestraat in Amsterdam. Daarnaast beheerde hij The Seafood Shop, een lokale viswinkel in Amsterdam die later door de lokale autoriteiten werd gesloten.
In 2021 opende The Seafood Bar zijn vijfde vestiging in Soho, Londen.

### Menu
Het restaurant is gespecialiseerd in zeevruchten.

## Locaties
The Seafood Bar heeft vestigingen op de volgende locaties:
- Van Baerlestraat, Amsterdam
- Spui, Amsterdam
- Ferdinand Bolstraat, Amsterdam
- Damrak, Amsterdam
- Stationsplein, Utrecht
- Soho, Londen